# New Windsor (Maryland)
New Windsor es un pueblo ubicado en el condado de Carroll en el estado estadounidense de Maryland. En el año 2010 tenía una población de 1396 habitantes y una densidad poblacional de 775,56 personas por km².

## Geografía
New Windsor se encuentra ubicado en las coordenadas 
39°32′36″N 77°6′15″O / 39.54333, -77.10417.

## Demografía
Según la Oficina del Censo en 2000 los ingresos medios por hogar en la localidad eran de $71.071 y los ingresos medios por familia eran $88.047. Los hombres tenían unos ingresos medios de $59.141 frente a los $43.068 para las mujeres. La renta per cápita para la localidad era de $28.482. Alrededor del 4,4% de la población estaba por debajo del umbral de pobreza.